# Нове Життя (Березинський район)
Нове Життя (біл. вёска Новая Жыцье) — село в складі Березинського району Мінської області, Білорусь. Село підпорядковане Селібській сільській раді, розташоване в східній частині області.